# Paolo Guzzanti
Paolo Guzzanti (Roma, 1º agosto 1940) è un giornalista, politico e saggista italiano.
È stato parlamentare dal 2001 al 2013.

## Biografia
È nipote di Elio Guzzanti, bisnipote di Corrado Luigi Guzzanti e padre dei comici satirici Sabina, Corrado e Caterina, avuti dalla prima moglie Germana Antonucci. Dalla seconda moglie, la statunitense Jill Falcigno (insegnante d'inglese di origini italoamericane, irlandesi e svedesi, da cui ha divorziato), ha avuto Liv Liberty, Lars Lincoln e Liam Lexington.

### Carriera giornalistica
Giornalista professionista, inviato dell'Avanti!, redattore capo e inviato speciale di la Repubblica e la Stampa negli Stati Uniti. È stato vicedirettore de Il Giornale ed editorialista di Panorama. Ha scritto per L'Automobile. Ha condotto le trasmissioni televisive Chi l'ha visto?, Fai la TV e Bar Condicio. È poi editorialista per Il Giornale ed Il Riformista. È membro della Fondazione Italia USA.

### Carriera politica
Aveva fatto parte negli anni '70 e '80 del Partito Socialista Italiano, e nel 1994 del Patto Segni.

#### Senatore di Forza Italia
Eletto al Senato della Repubblica nel 2001 con Forza Italia nel Collegio di Brescia, ha presieduto dal 2002 al 2006 la commissione parlamentare d'inchiesta sul Dossier Mitrochin che ha indagato sull'attività del KGB in Italia fino al 1984. A causa della segnalazione di possibili attentati alla sua persona in relazione alla sua attività di presidente della commissione Mitrochin è stato sotto scorta armata dal 2003 al 2008, anno in cui ritenendola inutile, gli viene definitivamente tolta; Guzzanti si oppose a questa decisione dicendo di aver ricevuto "continue e numerose minacce di morte".
Nel 2006 è rieletto al Senato.
Attraverso il suo blog, il 9 febbraio 2008 Paolo Guzzanti annuncia che quello che lui definisce "il laboratorio politico-culturale Rivoluzione Italiana" confluisce nella federazione del Popolo della Libertà.

#### Deputato del Popolo della Libertà
Eletto nella XVI legislatura deputato del Popolo delle Libertà.  Nel 2009 lascia questo partito e passa all'opposizione. 

##### L'uscita dal PdL e il passaggio all'opposizione
Nonostante l'avesse elogiata pubblicamente su Panorama, in seguito polemizza più volte con la deputata Mara Carfagna, ministro per le pari opportunità, e sulla ragione per cui secondo Guzzanti le sarebbe stato assegnato l'incarico ministeriale, scatenando così la querela da parte del ministro in qualità di persona offesa.
Guzzanti pone sotto accusa anche alcuni comportamenti di Silvio Berlusconi e nell'ottobre 2008, attraverso il suo sito internet, lo critica: "Berlusconi ha superato se stesso paragonando il presidente georgiano Saakašvili a Saddam Hussein. Ho vomitato. Ieri sera ho ascoltato da Berlusconi parole terribili e inaccettabili che non avrei mai voluto ascoltare".
Critico sulla politica filo-russa perseguita dal governo Berlusconi, il 2 febbraio 2009 lascia il partito di Forza Italia e il suo gruppo parlamentare per poi aderire al Partito Liberale Italiano e al Gruppo misto della Camera.
In seguito pubblica opere critiche nei confronti di Berlusconi, tra cui Guzzanti vs Berlusconi (dicembre 2009) e Mignottocrazia. La sera andavamo a ministre (2011). Il 5º Congresso nazionale del PLI, il 21 febbraio 2009, lo elegge vicesegretario nazionale. Il 21 ottobre 2010, però, abbandona il Partito Liberale Italiano per aderire al gruppo del Polo della Nazione.

##### Il ritorno in maggioranza
Il 17 febbraio 2011 annuncia il suo ingresso nel gruppo di Iniziativa Responsabile come "indipendente liberale". Il gruppo sostiene alla Camera dei deputati il Governo Berlusconi. Il 17 maggio 2012 abbandona, insieme al collega Maurizio Grassano, il gruppo dei "Responsabili" per aderire al gruppo misto, dove resterà fino al 22 maggio 2012.
In seguito aderisce al gruppo parlamentare "Iniziativa Liberale" fino alla fine della legislatura il 14 marzo 2013.

#### La candidatura alle Elezioni europee del 2014
Torna di nuovo in Forza Italia nel 2014. Alle Elezioni europee del 2014, candidato per Forza Italia nella Circoscrizione Centro, non viene tuttavia eletto, raccogliendo soltanto 6.792 preferenze.
Nell'aprile 2016, candidandosi come capolista di Rete Liberale, sostiene Guido Bertolaso come candidato sindaco di Roma confluendo poi sul candidato Alfio Marchini.
Nel 2023 aderisce nuovamente al PLI, divenendone vicesegretario nazionale.

## Soggetto ad intercettazioni
Il 1º dicembre 2006 sono state riportate dai giornali alcune intercettazioni con un consulente della Commissione Mitrokhin, Mario Scaramella, con l'obiettivo, secondo quanto dichiarato da alcuni giornali, di screditare pubblicamente l'allora candidato alla carica di Presidente del Consiglio dei ministri Romano Prodi. Nelle intercettazioni, Scaramella, successivamente arrestato per calunnia nei confronti dell'ex capitano del KGB Alexander Talik, che viveva illegalmente in Italia, riferisce che fonti russe vicine al KGB avrebbero indicato Prodi come l'uomo di fiducia del KGB in Italia.
Sempre secondo quanto emerge da tali intercettazioni, Scaramella avrebbe cercato prove di finanziamenti a Prodi da Mosca attraverso la Cassa di risparmio e, da qui, a Nomisma. Le dichiarazioni su Prodi da lui registrate di Litvinenko, avrebbero potuto essere utilizzate nella campagna elettorale del 2006, ma non vennero mai utilizzate. Furono rese note al pubblico solo in seguito all'intervento dell'eurodeputato inglese Gerald Batten al parlamento europeo.
Dopo la pubblicazione delle intercettazioni telefoniche, Paolo Guzzanti è stato al centro di una grossa polemica politica riguardante il ruolo da lui ricoperto. In un'inchiesta si analizzano le credenziali del consulente di Guzzanti, Mario Scaramella, sia come esperto di problemi ambientali, sia come analista di intelligence. Il 22 gennaio 2008 la Giunta delle elezioni e delle immunità parlamentari del Senato ha respinto la richiesta dell'uso di intercettazioni telefoniche del senatore Paolo Guzzanti.

## Opere
- Il neofascismo e le sue organizzazioni paramilitari, Roma, A cura della Sezione organizzazione del partito nella società (PSI), 1972.
- Come usare l'Italia. Manuale di sopravvivenza nella babele dei servizi, con Alberto Denzler, Milano, Mondadori, 1985.
- Cossiga uomo solo, Milano, Mondadori, 1991. ISBN 88-04-35273-6
- I presidenti della Repubblica da De Nicola a Cossiga, Roma-Bari, Laterza, 1992. ISBN 88-420-4020-7
- Forattinopoli. Storia della corruzione in Italia, con Giorgio Forattini, Milano, Panorama-Mondadori, 1993.
- I giorni contati, Milano, Baldini & Castoldi, 1995. ISBN 88-85989-55-1
- L'Italia del 2000, Torino, I libri de La Stampa, 1996. ISBN 88-7783-103-0
- Ustica. La verità svelata, Milano, Bietti, 1999. ISBN 88-8248-103-4
- Prefazione a L'Italia che ho in mente. I discorsi a braccio di Silvio Berlusconi, Milano, Mondadori, 2000. ISBN 88-04-48197-8
- Prefazione a Luca d'Alessandro, Berlusconi ti odio. Le offese della Sinistra al premier pubblicate dall'agenzia ANSA, Milano, Mondadori, 2005. ISBN 88-04-54961-0
- Abbasso la dieta mediterranea. Il primo romanzo dimagrante della letteratura italiana, Reggio Emilia, Aliberti, 2009. ISBN 978-88-7424-489-8
- Guzzanti vs Berlusconi, Reggio Emilia, Aliberti, 2009. ISBN 978-88-7424-504-8
- Il mio agente Sasha. La Russia di Putin e l'Italia di Berlusconi ai tempi della seconda guerra fredda, Reggio Emilia, Aliberti, 2009. ISBN 978-88-7424-517-8
- Guzzanti vs De Benedetti. Faccia a faccia fra un gran editore e un giornalista scomodo, Reggio Emilia, Aliberti, 2010. ISBN 978-88-7424-551-2
- Mignottocrazia. La sera andavamo a ministre, Reggio Emilia, Aliberti, 2010. ISBN 978-88-7424-579-6
- La Maldestra – Tormenti e passioni del centrodestra italiano, Paesi Edizioni, 2022